# A Dirty Carnival
A Dirty Carnival (비열한 거리, RR: Bi-yeolhan geori) è un film sudcoreano del 2006 diretto da Yoo Ha.

## Trama
Il ventinovenne Byung-doo è un criminale di basso rango in un gruppo di criminalità organizzata a Seul, a malapena in grado di prendersi cura della madre malata, dei fratelli più piccoli e dei membri della banda che lavorano alle sue dipendenze, e trattato con superficialità dal suo superiore, Sang-chul.
Incapace di acquisire i soldi necessari per salvare la sua famiglia dallo sfratto, Byung-doo sovverte il suo capo, Sang-chul, e si offre volontario per aiutare il boss della mafia di Seul, Hwang, capo di Sang-chul, per eliminare il Procuratore Park, un pubblico ministero corrotto che è stato fastidioso al presidente Hwang, tenendolo nascosto a Sang-chul.
Al completamento di questo lavoro, Byung-doo riceve i soldi e il rispetto del boss Hwang oltre che un posto al suo fianco. Byung-doo e il presidente Hwang giurano, però, di non parlare mai del colpo a nessuno per non coinvolgere l'organizzazione.
A complicare la vita di Byung-doo però arrivano due incontri inaspettati con vecchi compagni di scuola: il primo è con un amico regista, Min-ho, e il secondo è con una vecchia fiamma, Hyun-joo.
Byung-doo si riunisce quindi con il suo amico di scuola elementare, Min-ho, che è diventato un regista. L'attuale progetto di Min-ho è un film di gangster ma i copioni vengono continuamente rifiutati dai suoi superiori per essere poco realistici. Nel tentativo di migliorare l'autenticità del film, Min-ho decide di intervistare Byung-doo che vede come "un vero gangster".
Nel frattempo, Min-ho fa incontrare Byung-doo con il suo interesse amoroso al liceo, Hyun-joo, e scopre di avere ancora un interesse per lei e cerca di riaccendere la loro relazione.
Sang-chul viene a conoscenza dell'omicidio del Procuratore Park e si sente minacciato dalla sovversione di Byung-doo e dalla mancanza di considerazione per l'organizzazione. Per mettere alla prova la sua massima fedeltà, fa in modo che il gruppo di Byung-doo assista un gangster russo (i rivali di Hwang) nel trasporto di schiave sessuali, ma il colpo non riesce perché viene tesa un'imboscata dagli uomini di Hwang. Hwang allora architetta un piano per eliminare Sang-Chul, mentre Sang-chul fa lo stesso con Byung-doo. Tuttavia sarà Byung-doo a uccidere Sang-chul.
Questi omicidi non lasciano Byung-doo senza pesanti bagagli emotivi, e le azioni di Byung-doo spaventano Hyun-joo. Min-ho tenta di consolare Byung-doo che gli rivela i suoi segreti più oscuri, inclusi gli omicidi del Procuratore Park e del suo ex capo, Sang-chul.
Presto Byung-doo scopre che il film di gangster di Min-ho rievoca molti degli eventi del passato di Byung-doo, incluso l'omicidio del Procuratore Park. Rendendosi conto dei pericoli impliciti nell'organizzazione, Byung-doo si confronta con Min-ho e lo minaccia di non dirlo mai a nessuno. Tuttavia la sua organizzazione decide di prendere in mano la situazione e minacciare Min-ho più seriamente di quanto Byung-doo avesse fatto, ma risparmiandogli comunque la vita. È allora che Min-ho, profondamente turbato, va alla polizia e li informa delle potenziali minacce sulla sua vita. La polizia tenta di arrestare Byung-doo ma fallisce.
Da questo momento Byung-doo crede che la soluzione adeguata sia eliminare Min-ho una volta per tutte dato che Min-ho e il suo film sono diventati piuttosto popolari, non sarà un lavoro facile.

## Distribuzione
Il film viene originariamente distribuito in Corea del Sud il 15 giugno 2006 e trasmesso in Italia l'11 novembre 2013, mentre il DVD italiano è disponibile a partire dal 19 novembre 2013.

## Riconoscimenti
- 2006 - Blue Dragon Awards
  - Nomination Miglior regia a Yoo Ha
  - Nomination Miglior attore esordiente a Jin Goo
  - Nomination Miglior attore a Jo In-sung
- 2006 - Chunsa Film Art Awards
  - Miglior attrice esordiente a Lee Bo-young
- 2006 - Korean Association Of Film Critics Awards
  - Miglior regia a Yoo Ha
- 2007 - Asian Film Awards
  - Nomination Miglior montaggio a Park Gok-Ji
- 2007 - Baeksang Art Awards
  - Nomination Miglior attore a Jo In-sung
- 2007 - Grand Bell Awards
  - Nomination Miglior attore a Jo In-sung
  - Nomination Miglior film a Yoo Ha
  - Nomination Miglior attore non protagonista a Chun Ho-Jin
  - Nomination Miglior sceneggiatura a Yoo Ha